# Haploscelis curtulus
Haploscelis curtulus es una especie de coleóptero de la familia Endomychidae.

## Distribución geográfica
Habita en Madagascar.